# Michael (film fra 1996)
 For alternative betydninger, se Michael. (Se også artikler, som begynder med Michael)
Michael er en amerikansk fantasyfilm fra 1996 instrueret, produceret og skrevet af Nora Ephron og med John Travolta som ærkeenglen Michael. Desuden medvirker Andie MacDowell og William Hurt.

## Medvirkende
- John Travolta som Michael
- Andie MacDowell som Dorothy Winters
- William Hurt som Frank Quinlan
- Bob Hoskins som Vartan Malt
- Robert Pastorelli som Huey Driscoll
- Jean Stapleton som Pansy Milbank
- Teri Garr som Esther Newberg
- Wallace Langham som Bruce Craddock
- Joey Lauren Adams som Anita
- Carla Gugino som Brud